# Новгородское (Торжокский район)
Новгородское  — деревня в Торжокском районе Тверской области. Входит в состав Мошковского сельского поселения.

## География
Находится в центральной части Тверской области на расстоянии приблизительно 21 км на юг по прямой от районного центра города Торжок.

## История
Деревня была отмечена еще на карте 1825 года. В 1859 году здесь (деревня Новоторжского уезда Тверской губернии) было учтено 25 дворов, в 1941 — 83.

## Население
Численность населения: 347 человек (1859 год), 67 (русские 99 %) в 2002 году, 50 в 2010.